# Чемпіонат СРСР з футболу 1980: п'ята зона другої ліги
Чемпіонат УРСР з футболу 1980 — 10-й турнір серед команд української зони другої ліги. Тривав з 5 квітня по 25 жовтня 1980 року.

## Огляд
Переможцем першості став київський СКА. Протягом трьох попередніх турнірів «армійці» здобували входили до трійки призерів. Другий рік команду очолує Олексій Мамикін. Кияни отримали і «Рубіновий кубок» газети «Молодь України», приз для найрезультативнішої команди чемпіонату (83 забитих м'ячів).
Серед призерів чемпіонату вперше облаштувалася черівецька «Буковина» (старший тренер — Борис Розсихін). Вдуге поспіль «бронзу» здобули «армійці» Львова (старший тренер — Володимир Капличний).
У першості було забито 1103 м'ячі у 506 зустрічах. Це в середньому 2,18 на гру. Перемогу в суперечці бомбардирів ліги здобув Володимир Чирков з «Авангарда» (25 забитих м'ячів). На п'ять менше провів Іван Гамалій (львівський СКА).

## Підсумкова таблиця
| Місце | Команда                       | В  | Н  | П  | М'ячі | О  |
| ----- | ----------------------------- | -- | -- | -- | ----- | -- |
| 1     | СКА (Київ)                    | 28 | 9  | 7  | 83—33 | 65 |
| 2     | «Буковина» (Чернівці)         | 26 | 9  | 9  | 70—35 | 61 |
| 3     | СКА (Львів)                   | 24 | 12 | 8  | 64—32 | 60 |
| 4     | «Авангард» (Рівне)            | 22 | 15 | 7  | 54—30 | 59 |
| 5     | «Суднобудівник» (Миколаїв)    | 22 | 11 | 11 | 54—27 | 55 |
| 6     | «Зірка» (Кіровоград)          | 20 | 13 | 11 | 52—44 | 53 |
| 7     | «Спартак» (Житомир)           | 17 | 17 | 10 | 55—43 | 51 |
| 8     | «Десна» (Чернігів)            | 18 | 13 | 13 | 50—29 | 49 |
| 9     | «Атлантика» (Севастополь)     | 18 | 11 | 15 | 53—49 | 47 |
| 10    | «Кривбас» (Кривий Ріг)        | 16 | 15 | 13 | 55—47 | 47 |
| 11    | «Кристал» (Херсон)            | 15 | 16 | 13 | 37—37 | 46 |
| 12    | «Фрунзенець» (Суми)           | 13 | 18 | 13 | 46—39 | 44 |
| 13    | «Нива» (Вінниця)              | 17 | 8  | 19 | 50—46 | 42 |
| 14    | «Океан» (Керч)                | 13 | 12 | 19 | 40—49 | 38 |
| 15    | «Говерла» (Ужгород)           | 12 | 14 | 18 | 38—44 | 38 |
| 16    | «Поділля» (Хмельницький)      | 13 | 9  | 22 | 32—64 | 35 |
| 17    | «Дніпро» (Черкаси)            | 13 | 9  | 22 | 43—50 | 35 |
| 18    | «Металург» (Дніпродзержинськ) | 11 | 11 | 22 | 47—58 | 33 |
| 19    | «Новатор» (Жданов)            | 11 | 11 | 22 | 38—62 | 33 |
| 20    | «Торпедо» (Луцьк)             | 9  | 14 | 21 | 43—76 | 32 |
| 21    | «Колос» (Полтава)             | 9  | 13 | 22 | 37—61 | 31 |
| 22    | «Стахановець» (Стаханов)      | 11 | 8  | 25 | 22—56 | 30 |
| 23    | «Шахтар» (Горлівка)           | 11 | 6  | 27 | 40—92 | 28 |

## Результати
```
                  1   2   3   4   5   6   7   8   9   10  11  12  13  14  15  16  17  18  19  20  21  22  23  
1.СКА (Київ)      xxx 2-0 1-0 0-0 2-0 0-0 1-0 2-0 4-0 1-1 1-0 4-1 2-1 2-1 1-2 6-0 2-1 4-2 3-0 3-0 4-1 4-0 2-1  
2.Буковина        1-0 xxx 1-1 1-0 1-0 3-1 1-0 2-1 3-1 1-0 0-0 2-0 1-0 2-0 3-0 2-1 3-1 2-0 3-0 4-1 1-4 3-1 6-1  
3.СКА (Львів)     0-3 2-1 xxx 1-0 0-0 2-0 2-0 1-0 3-0 1-0 2-2 1-1 1-1 2-0 2-0 3-1 2-0 2-1 4-1 5-1 3-0 3-0 3-0  
4.Авангард        2-0 1-0 2-0 xxx 2-2 3-0 2-2 0-0 2-1 0-0 1-0 1-0 2-1 1-0 1-0 2-1 1-0 1-0 3-1 2-1 2-0 4-0 4-1  
5.Суднобудівник   2-1 3-1 0-0 1-2 xxx 1-0 2-0 1-0 3-0 3-0 1-0 2-0 3-0 3-0 1-0 2-0 2-0 1-0 2-2 5-0 1-0 0-0 4-0  
6.Зірка           3-2 1-1 0-0 1-1 2-1 xxx 0-0 2-1 1-0 1-0 0-0 1-0 0-1 1-0 3-2 3-1 3-1 1-0 1-0 4-1 3-1 1-0 3-0  
7.Спартак         4-3 1-0 3-2 2-1 0-0 1-1 xxx 3-1 2-0 3-0 3-1 2-1 1-0 1-1 0-0 2-0 1-0 1-1 0-0 2-2 0-0 1-0 0-1  
8.Десна           0-1 1-2 1-1 0-0 0-0 3-0 0-0 xxx 1-1 0-1 1-0 1-1 3-0 2-0 0-0 4-1 0-0 2-0 1-0 3-0 2-0 2-0 4-0  
9.Атлантика       0-3 1-1 0-0 2-1 2-0 5-1 1-1 0-0 xxx 1-1 2-1 2-2 1-0 3-1 1-0 1-0 0-1 2-1 6-0 4-0 2-0 1-0 2-0  
10.Кривбас        0-1 0-0 1-0 2-0 1-1 1-4 3-1 0-2 0-1 xxx 0-0 2-2 3-2 3-1 1-2 2-1 2-0 2-1 3-1 1-1 2-2 4-1 6-1  
11.Кристал        2-1 1-1 0-1 1-1 1-0 2-2 0-2 1-0 2-0 0-2 xxx 1-0 3-2 1-0 0-0 0-0 1-1 2-1 1-1 1-0 1-0 2-0 3-0  
12.Фрунзенець     1-1 1-0 1-2 0-0 3-0 0-0 0-0 1-0 1-1 1-1 1-0 xxx 1-0 1-1 2-0 3-0 0-0 2-1 3-0 3-0 2-1 0-0 6-1  
13.Нива           1-2 3-0 1-2 2-0 1-0 0-1 5-2 0-1 1-2 2-0 0-0 2-0 xxx 1-0 2-2 0-0 2-0 3-2 1-1 2-1 1-0 3-0 1-0  
14.Океан          1-1 1-1 0-1 0-0 0-1 1-0 1-3 1-1 3-0 3-1 0-0 0-0 0-0 xxx 1-0 4-2 1-0 2-1 2-1 1-0 0-0 3-0 5-1  
15.Говерла        0-1 1-1 0-1 0-1 0-0 2-0 2-2 0-0 1-1 0-2 3-1 0-0 0-1 1-2 xxx 3-1 0-1 1-0 1-0 2-2 3-1 2-1 3-0  
16.Поділля        1-1 0-4 0-1 0-2 1-0 1-0 1-0 0-2 1-4 2-2 2-0 0-0 0-0 1-0 0-0 xxx 1-0 1-0 2-0 1-0 1-0 1-0 2-1  
17.Дніпро         1-2 0-0 0-1 0-0 0-1 2-2 1-0 3-1 2-0 1-2 3-2 1-2 2-2 2-0 0-1 0-0 xxx 1-2 2-0 4-1 3-2 2-0 2-0  
18.Металург (Днд) 2-2 1-2 2-2 1-1 0-0 0-1 1-1 1-1 1-0 0-2 0-0 2-0 2-1 0-1 2-0 1-0 2-1 xxx 3-0 1-1 4-1 2-1 2-1  
19.Новатор        0-1 1-0 1-0 2-2 0-1 1-1 1-3 2-1 2-0 0-0 0-0 2-1 0-1 3-0 0-0 3-1 1-1 1-1 xxx 3-0 2-0 2-0 2-1  
20.Торпедо (Л)    0-2 0-1 2-2 1-1 2-1 1-1 2-4 0-1 1-1 0-0 -:+ 2-1 3-2 2-0 1-1 0-0 2-1 2-1 2-0 xxx 1-1 3-0 1-1  
21.Колос (П)      1-1 1-3 1-1 2-0 2-1 1-1 0-0 1-2 0-0 0-0 1-1 1-0 0-1 1-1 2-0 0-2 2-0 2-2 1-0 0-1 xxx 2-1 1-0  
22.Стахановець    0-0 0-2 2-1 0-0 0-1 1-0 0-0 0-1 0-1 0-0 0-1 0-0 1-0 1-0 1-0 2-0 1-0 1-0 2-1 1-0 2-0 xxx 1-1  
23.Шахтар (Г)     0-3 0-3 1-0 1-2 1-1 0-1 2-1 0-3 1-0 2-1 1-2 1-1 1-0 1-1 1-3 4-1 0-2 3-0 1-0 2-2 3-1 2-1 xxx
```

## Бомбардири
Найкращі голеадори чемпіонату УРСР:
| Футболіст           | Команда                       | Голи |
| ------------------- | ----------------------------- | ---- |
| Володимир Чирков    | «Авангард» (Рівне)            | 25   |
| Іван Гамалій        | СКА (Львів)                   | 20   |
| Микола Пінчук       | СКА (Київ)                    | 19   |
| Віктор Насташевский | СКА (Київ)                    | 18   |
| Олександр Мартишов  | «Металург» (Дніпродзержинськ) | 18   |
| Юрій Керман         | «Новатор» (Жданов)            | 18   |
| Олександр Муха      | «Атлантика» (Севастополь)     | 17   |
| Володимир Сакалов   | «Буковина» (Чернівці)         | 16   |
| Сергій Шмундяк      | «Буковина» (Чернівці)         | 14   |
| Зенон Флюнт         | «Спартак» (Житомир)           | 14   |
| Григорій Лазарко    | СКА (Київ)                    | 13   |
| Андрій Карпюк       | «Зірка» (Кіровоград)          | 12   |
| Сергій Шевченко     | «Нива» (Вінниця)              | 12   |
| Микола Кльоц        | «Торпедо» (Луцьк)             | 12   |
| Федір Варавенко     | «Суднобудівник» (Миколаїв)    | 11   |
| Валерій Самофалов   | «Зірка» (Кіровоград)          | 11   |
| Олександр Алексєєв  | «Зірка» (Кіровоград)          | 11   |
| Володимир Шишков    | «Кривбас» (Кривий Ріг)        | 11   |
| Паша Касанов        | «Нива» (Вінниця)              | 11   |
| Юрій Смагін         | «Суднобудівник» (Миколаїв)    | 10   |
| Геннадій Горшков    | «Десна» (Чернігів)            | 10   |
| Віталій Дмитренко   | «Кривбас» (Кривий Ріг)        | 10   |
| Борис Шуршин        | «Фрунзенець» (Суми)           | 10   |
| Ігор Терновий       | «Фрунзенець» (Суми)           | 10   |

## Призери
| 1. СКА (Київ) |
| Воротарі: Микола Князев, Михайло Москаленко, Олександр Козаченко. Захисники: Сергій Попович (?, 1), Юрій Смирнов (?, 2), Олександр Косолапов, Володимир Щербак, Володимир Юрецький, Володимир Мунтян, Микола Фанта, Сергій Добринський. Півзахисники: Сергій Сапешко (?, 5), Володимир Барков (?, 3), Віктор Кузнецов (?, 2), Ігор Братчиков (?, 2), Ігор Наконечний (?, 2), Володимир Кобзарєв, Юрій Тесля, Г. Савченко. Нападники: Віктор Насташевський (?, 22), Микола Пінчук (?, 20), Григорій Лазарко (?, 13), Олександр Гребеножко (?, 6), Сергій Пижов, Олександр Щербаков. Старший тренер — Олексій Мамикін, начальник команди — Орест Капко, тренер — Віктор Фомін.                       |
| 2. «Буковина» |
| Воротарі: Володимир Нікітін (41), Василь Мудрей (3). Захисники: Юрій Ковба (42, 9), Юрій Гій (42, 8), Роман Угренчук (40), Степан Крупей (?, 1), Анатолій Рабич, Валерій Богуславський, Валерій Чернецький, Петро Бойчук, Ігор Калита. Півзахисники: Віктор Барчук (26, 2), Ігор Заводчиков (36, 4), Віктор Максимчук (?, 3), Сергій Пивоваров (?, 3), Олександр Репутацький (?, 3), Іван Нагірний, Володимир Гармаш, Юрій Задворний. Нападники: Володимир Сакалов (42, 16), Сергій Шмундяк (42, 14), Олександр Мороз (27, 6). Старший тренер — Борис Розсихін, начальник команди — Михайло Арсеній, тренер — Юрій Дячук-Ставицький.                                                               |
| 3. СКА (Львів) |
| Воротарі: Віктор Консевич (30, 23п), Олександр Скотаренко (17, 9п), Ігор Чубарєв (1). Захисники: Мустафа Белялов (40), Олександр Кирюхін (39), Володимир Буняк (36, 4), Віктор Никитюк (34, 1), Богдан Суряк (27), Михайло Горак (22), Володимир Пилюх (6, 1). Півзахисники: Юрій Сафронов (41, 3), Володимир Сиверін (39, 7), Володимир Бердовський (38, 4), Віктор Сухенко (37, 4), Юрій Підпалюк (21, 2), Микола Дударенко (1). Нападники: Іван Гамалій (44, 20), Володимир Юрчишин (42, 9), Ярослав Чечель (25, 6), Сергій Шевченко (12, 3), Павло Філонюк (6), Вільгельм Теллінгер (2). Старший тренер — Володимир Капличний, начальник команди — Володимир Дударенко, тренер — Юрій Кутенко. |

## Перехідний турнір
| Місце | Команда            | В | Н | П | М'ячі | О |
| ----- | ------------------ | - | - | - | ----- | - |
| 1     | СКА (Київ)         | 2 | 2 | 0 | 8—5   | 6 |
| 2     | «Хімік» (Гродно)   | 1 | 3 | 0 | 5—4   | 5 |
| 3     | «Динамо» (Барнаул) | 0 | 1 | 3 | 3—7   | 1 |

## Фінальний турнір КФК
| Місце | Команда                  | І | В | Н | П | М'ячі | О |
| ----- | ------------------------ | - | - | - | - | ----- | - |
| 1.    | «Колос» (Павлоград)      | 5 | 3 | 2 | 0 | 6:3   | 8 |
| 2.    | «Нива» Підгайці          | 5 | 3 | 1 | 1 | 10:3  | 7 |
| 3.    | «Енергія» (Нова Каховка) | 5 | 3 | 1 | 1 | 9:5   | 7 |
| 4.    | «Кіровець» Макіївка      | 5 | 3 | 0 | 2 | 7:2   | 6 |
| 5.    | «Хімік» Дрогобич         | 5 | 1 | 0 | 4 | 4:11  | 2 |
| 6.    | «Фрегат» Первомайськ     | 5 | 0 | 0 | 5 | 3:15  | 0 |